# روی تو گیر کرده (ترانه لیونل ریچی)
روی تو گیر کرده (انگلیسی: Stuck on You) آهنگی است که توسط خواننده و ترانه‌سرای آمریکایی، لیونل ریچی نوشته و ضبط شده است. این چهارمین تک‌آهنگ منتشر شده از دومین آلبوم استودیویی او به نام Can't Slow Down بود که در ۱ مه ۱۹۸۴ توسط موتاون منتشر شد و به موفقیت در نمودار، به‌ویژه در آمریکا و بریتانیا دست یافت، جایی که در رتبه سوم و رتبه ۱۲ قرار گرفت. «روی تو گیر کرده» به رتبه یک جدول بزرگسالان معاصر، هفتمین چارت برتر ریچی رسید.
‌
‌
‌
‌

## نسخه تیری تی
در سال ۲۰۰۳، «روی تو گیرکرده» توسط گروه آمریکایی تیری تی پوشش داده شد. این اولین تک‌آهنگ از دومین آلبوم استودیویی گروه، هویت بود که در آن آهنگ همچنین در یک نسخه ریمیکس به نام «Smooth Mix» ظاهر می‌شود. این آهنگ در تابستان ۲۰۰۳ منتشر شد و در هلند، بلژیک و فرانسه به موفقیت دست یافت، جایی که در بین ده‌ها موفق شد.

## منبع
1. ↑  "Joel Whitburn". Wikipedia (به انگلیسی). 2022-06-24.